# سامانتا داون جیمز
سامانتا داون جیمز (انگلیسی: 3D Na'Tee؛ زادهٔ ۱۸ دسامبر ۱۹۸۶) موسیقی‌دان اهل ایالات متحده آمریکا است.